# 基西夫卡
49°47′57″N 35°20′53″E / 49.79917°N 35.34806°E
基西夫卡（烏克蘭語：Кисівка）是位於烏克蘭東部的村莊，由哈爾科夫州博霍杜希夫區的科洛馬克市鎮負責管轄。該村始建於1775年，面積0.68平方公里，海拔高度163米，2001年人口100，人口密度每平方公里146.2人。